# David Olivier
Pour les articles homonymes, voir Olivier (homonymie).
Ne doit pas être confondu avec David Oliver ou David et Olivier.
David Olivier, né le 11 mars 1956 à Londres, est un militant antispéciste franco-britannique de mère également américaine.  
Dès la fin des années 1980, il fut, avec Yves Bonnardel et Françoise Blanchon, l'une des figures historiques du mouvement antispéciste. Fondateur de la revue Les Cahiers antispécistes, de la manifestation annuelle la Veggie Pride et des rencontres de réflexion annuelle les Estivales de la question animale, il est aussi à l'origine du terme « végéphobie ». Il est partisan d'une éthique utilitariste et antinaturaliste, et se définit politiquement comme progressiste.

## Biographie

### Enfance, formation et profession
David Olivier est né à Londres d'un père français enseignant et d'une mère britannico-américaine artiste peintre. Après deux années en classes préparatoires au Lycée du Parc de Lyon (1974-76), il est entré à l'École normale supérieure de Saint-Cloud, section Physique. Il a obtenu un DEA de Physique des particules en 1988 à l'université Lyon 1. Il a enseigné la physique au collège (1981-82) avant d'exercer comme développeur en informatique de 1983 à 2018, à Lyon 3 puis Lyon 2.[réf. nécessaire]
Il est affecté de troubles du spectre de l'autisme (anciennement : syndrome d'Asperger)[source secondaire souhaitée].

### Premières années militantes
Dès l'enfance, il s'est opposé au fait de tuer les animaux pour la consommation. À l'adolescence, il a été attiré par l'écologie, puis par les mouvements anarchistes, se consacrant surtout aux luttes antisexistes et antiracistes. À Lyon, il a milité un temps au Planning familial et au GLH. La question animale a progressivement repris une place importante à ses yeux à partir du milieu des années 1980, à mesure qu'il s'éloignait de l'influence intellectuelle anarchiste et marxiste[source insuffisante].

### Engagement antispéciste
Auteur d'un tract initialement distribué dans les milieux libertaires lyonnais à partir de 1985, David Olivier est considéré comme une des premières figures du mouvement antispéciste français,. Sa rencontre avec Yves Bonnardel en 1986 lui a permis de prendre conscience de l'existence d'un mouvement de libération animale actif dans le monde anglo-saxon. Avec Bonnardel, Françoise Blanchon, également présente dans les milieux des squats lyonnais, et deux autres militants, il a produit la brochure collective Nous ne mangeons pas de viande pour ne pas tuer d'animaux. Bilingue français-anglais, il fait découvrir à ses camarades les textes antispécistes de Peter Singer, dont il assurera les premières traductions en français.  
L'idée de focaliser la lutte autour du concept éthique d'antispécisme mène en 1989 David Olivier, bientôt rejoint par Françoise Blanchon et Yves Bonnardel, à fonder la revue Les Cahiers antispécistes, qui restera longtemps le support médiatique essentiel du mouvement antispéciste en France. David Olivier y sera l'auteur, au fil des ans, outre de ses propres articles, des premières traductions françaises existantes des textes de Peter Singer, Tom Regan, Paola Cavalieri, James Rachels ou encore Steve F. Sapontzis (en). Lui et les autres fondateurs des Cahiers auront une influence déterminante sur Sébastien Arsac et Brigitte Gothière, futurs fondateurs de L214,. David Olivier a quitté la rédaction des Cahiers antispécistes en 2004, après la parution du numéro 23 de la revue.  
Dans le but de sortir le refus de manger les animaux de sa marginalité, il fonde en octobre 2001 la première Veggie Pride à Paris, définissant dans son « manifeste » le terme de végéphobie. La Veggie Pride rassemble des personnes exprimant leur fierté de refuser de manger les animaux (végétariens, végétaliens ou véganes) et dénonçant les discriminations dont elles s'estiment victimes dans leur vie sociale (alimentation en collectivité, par exemple) ou dans la défense de leurs idées,. Cette manifestation s'est exportée dans plusieurs villes françaises, européennes et d'Amérique du Nord, et a organisé sa 18ᵉ occurrence parisienne en 2018.
En 2002, il lance la première édition des Estivales de la question animale, rencontre annuelle de débats et de réflexion. Ce rassemblement de responsables associatifs et théoriciens du mouvement animaliste francophone a vu au cours de ses éditions successives germer l'idée de ce qui deviendra la campagne Stop Gavage puis L214, apparaître le thème de l'abolition de la viande (2005) ou encore discuter le lancement d'un Parti Animaliste,.
La Révolution antispéciste, paru aux Presses Universitaires de France et regroupant pour son tiers des articles de David Olivier a rencontré un relatif succès médiatique,,, et constitue ses premières publications à compte d'éditeur. Son préfacier Renan Larue, ainsi que le critique Thierry Jacquet, considèrent que l'acceptation par cet éditeur symbolique constitue une façon de rendre justice au travail des rédacteurs des Cahiers Antispécistes ayant « accompli en France une tâche qui aurait logiquement dû incomber aux philosophes professionnels, celle d'accorder à la question animale le sérieux qu'elle méritait ».

## Philosophie
David Olivier s'oppose au spécisme, qu'il définit en ces termes : « Le spécisme (ou espécisme) est à l'espèce ce que le racisme est à la race, et ce que le sexisme est au sexe : une discrimination basée sur l'espèce, presque toujours en faveur des membres de l'espèce humaine (Homo sapiens). »
Utilitariste, il considère que « le seul critère qui justifie de prendre en compte les intérêts d'un être est qu'il ait des intérêts », c'est-à-dire qu'il soit sentient. L'éthique est pour lui la science de la réponse juste à la question « que faire ? »,  et donc de la prise en considération des conséquences des actions envisagées du point de vue des êtres sentients potentiellement affectés. David Olivier est de plus un utilitariste hédoniste. C'est-à-dire qu'il considère que « ce sont ces sensations, et elles seules, qui ont une valeur morale, positive pour le bonheur, négative pour le malheur ; cette valeur est indépendante de toute autre caractéristique de l'être qui les éprouve ». L'acte juste est ainsi, selon lui, celui qui met le monde dans l'état le meilleur possible, autrement dit l'état dans lequel les êtres sentients éprouvent le plus de bonheur et le moins de malheur. 
David Olivier est aussi antinaturaliste. Ainsi, non seulement il considère que la nature n'existe pas, et n'a aucune raison d'impacter nos décisions éthiques, mais aussi que la naturalisation des animaux est un des facteurs déterminants de leur domination. L'antinaturalisme de David Olivier associé à sa défense de l'intervention en faveur des animaux sauvages et son rejet d'un écologisme naturaliste lui ont valu d'être cité à de nombreuses reprises dans les ouvrages ou tribunes des détracteurs de l'antispécisme,,.
David Olivier se définit comme progressiste. 
Il a été le premier à introduire le terme végéphobie, désignant la pression sociale décourageant les défenseurs des animaux de prendre la parole, visant à les invisibiliser ou ridiculiser de façon à délégitimer ce qu'ils auraient à dire. Ce terme reste controversé,,, y compris parmi les militants animalistes, en particulier en raison de sa proximité avec des termes tels qu'homophobie.

## Publications

### Articles publiés dans des livres
Dans Luc Ferry ou le rétablissement de l'ordre (éd. tahin party, 2002):
- « Luc Ferry ou le rétablissement de l'ordre », repris des Cahiers antispécistes no 5, décembre 1992 ; traduction italienne publiée dans Etica & Animali a.VI, no 1-2, 1993.
- « Étrange promenade » (repris des Cahiers antispécistes no 10, septembre 1994).

Dans Espèces et Éthique - Darwin : une (r)évolution à venir (éd. tahin party, 2001):
- « La nature ne choisit pas » (repris des Cahiers antispécistes no 14, décembre 1996).
- « Les espèces non plus n'existent pas » (repris des Cahiers antispécistes no 11, décembre 1994).
- « L'égoïsme désintéressé de Richard Dawkins » (article original).

Dans La Révolution antispéciste (éd. PUF, 2018):
- « Qu'est-ce que le spécisme ? » (repris de Informations et Réflexions libertaires, avril 1991, et des Cahiers antispécistes no 5, décembre 1992).
- « Vers un écologisme non naturaliste ? » (repris des Cahiers antispécistes no 17, décembre 1999).
- « Les espèces non plus n'existent pas » (repris des Cahiers antispécistes no 11, décembre 1994).
- « Sur la supériorité » (article original).

### Autres textes et articles marquants
- « Pourquoi je ne suis pas écologiste », Cahiers antispécistes no 7, 1993.
- « Manifeste de la Veggie Pride », 2001.
- « Réflexions sur la Veggie Pride », Cahiers antispécistes no 21, 2002.
- « Refonder le progressisme », interview par Martin Gibert paru dans Versus no 2, 2015.
- Avec Estiva Reus, « La science et la négation de la conscience animale - De l'importance du problème matière-esprit pour la cause animale », Cahiers antispécistes no 26, 2005, publié en anglais sous le titre « Mind-Matter for Animals Matters: Science and the Denial of Animal Consciousness » dans Between the Species vol. 13, 2011.

### Tribune
- « L’animalisme nous mène à un progrès civilisationnel majeur », Le Monde, 18 mars 2019.

### Traductions de livres (anglais vers français)
- Murray Bookchin, Sociobiologie ou écologie sociale, éditions Atelier de Création Libertaire, 1993.
- Peter Singer, Le Mouvement de libération animale, éd. Françoise Blanchon, 1991.
- Peter Singer, La Libération animale, éd. Grasset, 1993; relecture de la traduction.
- Edward O. Wilson, Bert Hölldobler, Voyage chez les fourmis - une exploration scientifique, éd. Le Seuil, 1996.
- Maxim Frank-Kamenetskii, Le Fil de la vie - la découverte de l'ADN, éd. Flammarion, 1996.